# Danh sách tập phim Thủy thủ Mặt Trăng Pha lê
Thủy thủ Mặt Trăng Pha lê (美少女戦士セーラームーンCrystal Bishōjo Senshi Sērā Mūn Kurisutaru), là một bộ phim anime được sản xuất bởi Toei Animation và đạo diễn bởi Munehisa Sakai, tổ chức kỉ niệm lần thứ 20 cho shōjo manga Sailor Moon.

## Danh sách tập

### Mùa 1: Chương Vương quốc Bóng đêm
| $  | Tên tập phim                                                                                               | Đạo diễn       | Tác giả        | Kịch bản       | Đạo diễn hoạt hình                                                  | Ngày phát sóng gốc   | Ngày phát sóng tiếng Việt |
| -- | --- | -------------- | -------------- | -------------- | ------------------------------------------------------------------- | -------------------- | ------------------------- |
| 1  | "Usagi – Thủy thủ Mặt Trăng" "Usagi –Sērā Mūn" (うさぎ –Sailor Moon)                                       | Munehisa Sakai | Yūji Kobayashi | Munehisa Sakai | Kozue Komatsu Yukie Sakō (Chief Animation Director)                 | 5 tháng 7 năm 2014   | 13 tháng 4 năm 2017       |
| 2  | "Ami – Thủy thủ Sao Thủy" "Ami –Sērā Mākyurī–" (亜美 –Sailor Mercury–)                                     | Hiroyuki Satō  | Yūji Kobayashi | Naotoshi Shida | Miho Tanaka Yumiko Ishii Yukie Sakō (Chief Animation Director)      | 19 tháng 7 năm 2014  | 14 tháng 4 năm 2017       |
| 3  | "Rei –Thủy thủ Sao Hỏa–" "Rei –Sērā Māzu–" (レイ –Sailor Mars–)                                            | Yōko Ikeda     | Yūji Kobayashi | Yoko Ikeda     | Hiromi Ishigami Kozue Komatsu Yukie Sakō (Chief Animation Director) | 2 tháng 8 năm 2014   | 17 tháng 4 năm 2017       |
| 4  | "Masquerade - Vũ hội hóa trang -" "Masukarēdo –Kamen Budōkai–" (Masquerade –仮面舞踏会–)                   | Hiroyuki Satō  | Mutsumi Itō    | Hiroyuki Satō  | Yasuhiro Namatame Ken Ueno Yukie Sakō (Chief Animation Director)    | 16 tháng 8 năm 2014  | 18 tháng 4 năm 2017       |
| 5  | "Makoto –Thủy thủ Sao Mộc–" "Makoto –Sērā Jupitā–" (まこと –Sailor Jupiter–)                               | Takahide Ogata | Mutsumi Itō    | Takahide Ogata | Naoko Kuwabara                                                      | 6 tháng 9 năm 2014   | 19 tháng 4 năm 2017       |
| 6  | "Tuxedo mặt nạ" "Takishīdo Kamen –Takishīdo Masuku–" (タキシード仮面 –Tuxedo Mask–)                        | Yōko Ikeda     | Yūji Kobayashi | Yoshio Suzuki  | Miho Tanaka Yukie Sakō (Chief Animation Director)                   | 20 tháng 9 năm 2014  | 20 tháng 4 năm 2017       |
| 07 | "Mamoru Chiba" "Chiba Mamoru –Takishīdo Masuku–" (地場衛 –Tuxedo Mask–)                                    | Narumi Kuroda  | Mutsumi Itō    | Narumi Kuroda  | Paul Ano-nuevo Aries Nario Kozue Komatsu (Chief Animation Director) | 4 tháng 10 năm 2014  | 21 tháng 4 năm 2017       |
| 08 | "Minako –Thủy thủ V–" "Minako –Sērā Bui–" (美奈子 –Sailor V–)                                              | Hiroyuki Satō  | Yūji Kobayashi | Akira Shigino  | Hiroshi Shimizu Kozue Komatsu (Chief Animation Director)            | 18 tháng 10 năm 2014 | 24 tháng 4 năm 2017       |
| 09 | "Serenity –Công chúa–" "Sereniti –Purinsesu–" (セレニティ –Princess–)                                      | Kumiko Habara  | Mutsumi Itō    | Naotoshi Shida | Momoko Maki'uchi Kozue Komatsu (Chief Animation Director)           | 1 tháng 11 năm 2014  | 25 tháng 4 năm 2017       |
| 10 | "Mặt Trăng" "Mūn –Tsuki–" (Moon –月–)                                                                      | Masato Mitsuka | Yūji Kobayashi | Takahide Ogata | Akira Takahashi Kozue Komatsu (Chief Animation Director)            | 15 tháng 11 năm 2014 | 26 tháng 4 năm 2017       |
| 11 | "Tái ngộ –Endymion–" "Saikai –Endimion–" (再会 -Endymion-)                                                 | Miho Hirayama  | Mutsumi Ito    | Keita Yuzumi   | Miho Tanaka Kozue Komatsu (Chief Animation Director)                | 6 tháng 12 năm 2014  | 27 tháng 4 năm 2017       |
| 12 | "Kẻ địch –Nữ hoàng Metalia–" "Teki –Kuin Metaria–" (敵 –Queen Metaria–)                                    | Hiroyuki Satō  | Yūji Kobayashi | Naotoshi Shida | Paul Año-nuevo Kozue Komatsu (Chief Animation Director)             | 20 tháng 12 năm 2014 | 28 tháng 4 năm 2017       |
| 13 | "Quyết chiến –Hồi sinh" "Kessen –Rīinkānēshon–" (決戦 –Reincarnation–)                                     | Yukio Kaizawa  | Mutsumi Itō    | Yukio Kaizawa  | Yoshiyuki Ishikawa Kozue Komatsu (Chief Animation Director)         | 3 tháng 1 năm 2015   | 1 tháng 5 năm 2017        |
| 14 | "Người lạ bé xinh" "Shūketsu Soshite Hajimari –Puchit Etoranjēru–" (終結 そして 始まり –Petite Étrangère–) | Munehisa Sakai | Yūji Kobayashi | Munehisa Sakai | Akira Takahashi                                                     | 17 tháng 1 năm 2015  | 2 tháng 5 năm 2017        |

### Mùa 2: Chương gia tộc Mặt trăng Đen
| #  | Tên tập phim | Đạo diễn         | Tác giả        | Kịch bản           | Đạo diễn hoạt hình | Ngày phát sóng gốc  | Ngày phát sóng tiếng Việt |
| -- | --- | ---------------- | -------------- | ------------------ | --- | ------------------- | ------------------------- |
| 15 | "Xâm nhập –Thủy thủ Sao Hỏa–" "Shinnyū –Sērā Māzu–" (侵入 –Sailor Mars–)                                          | Naoyuki Itō      | Mutsumi Itō    | Naoyuki Itō        | Miho Tanaka Yumiko Ishii (Assistant Animation Supervisor) Yoshiko Minamihara (Assistant Animation Supervisor) Kozue Komatsu (Chief Animation Supervisor) | 7 tháng 2 năm 2015  | 3 tháng 5 năm 2017        |
| 16 | "Bắt cóc - Thủy thủ Sao Thủy" "Yūkai –Sērā Mākyurī–" (誘拐 –Sailor Mercury–)                                      | Yōko Ikeda       | Yūji Kobayashi | Yōko Ikeda         | Paul Ano-nuevo Kozue Komatsu (Chief Animation Supervisor)                                                                                                | 21 tháng 2 năm 2015 | 4 tháng 5 năm 2017        |
| 17 | "Bí mật - Thủy thủ Sao Mộc" "Himitsu –Sērā Jupitā–" (秘密 –Sailor Jupiter–)                                       | Kumiko Habara    | Mutsumi Itō    | Kazuhisa Takenōchi | Momoko Maki'uchi Kozue Komatsu (Chief Animation Supervisor)                                                                                              | 7 tháng 3 năm 2015  | 5 tháng 5 năm 2017        |
| 18 | "Xâm lược - Thủy thủ Sao Kim" "Shinryaku –Sērā Vīnasu–" (侵略 –Sailor Venus–)                                     | TBA              | TBA            | TBA                | TBA | 21 tháng 3 năm 2015 | 8 tháng 5 năm 2017        |
| 19 | "Vượt thời gian" "Taimu Wāpu –Sērā Purūto–" (タイム・ワープ –Sailor Pluto–)                                       | Yukio Kaizawa    | Mutsumi Itō    | TBA                | TBA | 4 tháng 4 năm 2015  | 9 tháng 5 năm 2017        |
| 20 | "Tokyo Pha Lê –Quốc vương Endymion–" "Kurisutaru Tōkyō –Kingu Endimion–" (クリスタル・トーキョー –King Endymion–) | Hideki Hiroshima | Yūji Kobayashi | TBA                | TBA | 18 tháng 4 năm 2015 | 10 tháng 5 năm 2017       |
| 21 | "Hỗn loạn" "Sakusō –Nemeshisu–" (錯綜 –Nemesis–)                                                                  | Hiroyuki Satō    | Yūji Kobayashi | TBA                | TBA | 2 tháng 5 năm 2015  | 11 tháng 5 năm 2017       |
| 22 | "Nghi hoặc" "Omowaku –Nemeshisu–" (思惑 –Nemesis–)                                                                | TBA              | TBA            | TBA                | TBA | 16 tháng 5 năm 2015 | 12 tháng 5 năm 2017       |
| 23 | "Ái muội" "An'yaku - Waizuman -" (暗躍 -Wiseman-)                                                                 | TBA              | TBA            | TBA                | TBA | 6 tháng 6 năm 2015  | 15 tháng 5 năm 2017       |
| 24 | "Hắc Nguyệt công nương" "Kōgeki -Burakku Redi-" (攻撃 -BLACK LADY-)                                               | TBA              | TBA            | TBA                | TBA | 20 tháng 6 năm 2015 | 16 tháng 5 năm 2017       |
| 25 | "Đối đầu -Death Phantom-" "Taiketsu -Desu Fantomu-" (対決-DEATH PHANTOM-)                                         | TBA              | TBA            | TBA                | TBA | 4 tháng 7 năm 2015  | 17 tháng 5 năm 2017       |
| 26 | "Tái sinh -vĩnh cửu-" "Saisei -Nebā Endingu-" (再生-NEVER ENDING-)                                                | TBA              | TBA            | TBA                | TBA | 18 tháng 7 năm 2015 | 18 tháng 5 năm 2017       |

### Mùa 3: Chương Ngôi sao tử thần
| #  | Tên tập phim | Đạo diễn | Tác giả | Kịch bản | Đạo diễn hoạt hình | Ngày phát sóng gốc  | Ngày phát sóng tiếng Việt |
| -- | --- | -------- | ------- | -------- | ------------------ | ------------------- | ------------------------- |
| 27 | "Vô cực 1 – Linh cảm (Phần 1)" "Mugen Ichi Yokan -Zenpen" (無限1 予感・前編) | TBA      | TBA     | TBA      | TBA                | 4 tháng 4 năm 2016  | 19 tháng 5 năm 2017       |
| 28 | "Vô cực 1 - Linh cảm (Phần 2)" "Mugen Ichi Yokan -Kōhen" (無限1 予感・後編) | TBA      | TBA     | TBA      | TBA                | 11 tháng 4 năm 2016 | 22 tháng 5 năm 2017       |
| 29 | "Vô cực 2 - Vân sóng" "Mugen Ni Hamon" (無限2 波紋) | TBA      | TBA     | TBA      | TBA                | 18 tháng 4 năm 2016 | 23 tháng 5 năm 2017       |
| 30 | "Vô cực 3 - Hai chiến binh mới" "Mugen San Futari Nyū Sorujāzu" (無限3 2人NEW SOLDIERS) | TBA      | TBA     | TBA      | TBA                | 25 tháng 4 năm 2016 | 24 tháng 5 năm 2017       |
| 31 | "Vô cực 4 - Thủy thủ Sao Thiên Vương: Tenoh Haruka, Thủy thủ Sao Hải Dương: Kaioh Michiru" "Mugen Shi Sērā Uranusu Ten'nō Haruka Sērā Nepuchūn Kaiō Michiru" (無限4 SAILOR URANUS 天王はるか SAILOR NEPTUNE 海王みちる) | TBA      | TBA     | TBA      | TBA                | 2 tháng 5 năm 2016  | 25 tháng 5 năm 2017       |
| 32 | "Vô cực 5 - Thủy thủ Sao Diêm Vương: Setsuna" "Mugen Go Sērā Purūto Meiō Setsuna" (無限5 SAILOR PLUTO 冥王せつな) | TBA      | TBA     | TBA      | TBA                | 9 tháng 5 năm 2016  | 26 tháng 5 năm 2017       |
| 33 | "Vô cực 6 - Ba chiến binh vòng ngoài Thái Dương Hệ" "Mugen Roku San Senshi" (無限6 3戦士) | TBA      | TBA     | TBA      | TBA                | 16 tháng 5 năm 2016 | 29 tháng 5 năm 2017       |
| 34 | "Vô cực 7 - Biến thân! Siêu Thủy thủ Mặt Trăng" "Mugen Shichi Henshin Sūpā Sērā Mūn" (無限7変身 SUPER SAILOR MOON) | TBA      | TBA     | TBA      | TBA                | 23 tháng 5 năm 2016 | 30 tháng 5 năm 2017       |
| 35 | "Vô cực 8 - Mê cung vô hạn 1" "Mugen Hachi Rabirinsu Mugen Ichi" (無限8「無限迷宮」1) | TBA      | TBA     | TBA      | TBA                | 30 tháng 5 năm 2016 | 31 tháng 5 năm 2017       |
| 36 | "Vô cực 9 - Mê cung vô hạn 2" "Mugen Ku Rabirinsu Mugen Ni" (無限9「無限迷宮」2) | TBA      | TBA     | TBA      | TBA                | 6 tháng 6 năm 2016  | 1 tháng 6 năm 2017        |
| 37 | "Vô cực 10 - Vô hạn - Cuộc chiến trên không" "Mugen Jū Mugendai–Jōkū" (無限10 無限大―上空) | TBA      | TBA     | TBA      | TBA                | 13 tháng 6 năm 2016 | 2 tháng 5 năm 2017        |
| 38 | "Vô cực 11 - Vô hạn - Phản quyết" "Mugen Jūichi Mugendai– Shinpan" (無限11 無限大―審判) | TBA      | TBA     | TBA      | TBA                | 20 tháng 6 năm 2016 | 5 tháng 6 năm 2017        |
| 39 | "Vô cực 12 - Vô hạn - Mở đầu mới" "Mugen Jūni Mugendai–Tabidachi" (無限12 無限大―旅立ち) | TBA      | TBA     | TBA      | TBA                | 27 tháng 6 năm 2016 | 6 tháng 6 năm 2017        |

## Truyền thông

### Phát hành Nhật Bản
| Volume    | Volume   | Tập                      | Ngày phát hành phiên bản Blu-ray có hạn | Ngày phát hành phiên bản DVD/Blu-ray |
| --------- | -------- | ------------------------ | --------------------------------------- | ------------------------------------ |
|           | Volume 1 | 1–2                      | 15/10/2014                              | 12/11/2014                           |
| Volume 2  | 3–4      | 12/11/2014               | 10/12/2014                              |                                      |
| Volume 3  | 5–6      | 10/12/2014               | 14/1/2015                               |                                      |
| Volume 4  | 7–8      | 14/1/2015                | 11/2/2015                               |                                      |
| Volume 5  | 9–10     | 11/2/2015                | ngày 11 tháng 3 năm 2015                |                                      |
| Volume 6  | 11–12    | 11/3/2015                | ngày 8 tháng 4 năm 2015                 |                                      |
| Volume 7  | 13–14    | 8/4/2015                 | 13/5/2015                               |                                      |
| Volume 8  | 15–16    | 13/5/2015                | 10/6/2015                               |                                      |
| Volume 9  | 17–18    | 10/6/2015                | 8/7/2015                                |                                      |
| Volume 10 | 19–20    | 8/7/2015                 | 12/8/2015                               |                                      |
| Volume 11 | 21–22    | 12/8/2015                | 9/9/2015                                |                                      |
| Volume 12 | 23–24    | 9/9/2015                 | 7/10/2015                               |                                      |
| Volume 13 | 25–26    | ngày 7 tháng 10 năm 2015 | 11/11/2015                              |                                      |